# Jarosław Górowski
 Jarosław Górowski  (ur. 1973 w Bielsku-Białej) – generał dywizji Wojska Polskiego; dowódca wielonarodowej dywizji północny wschód, w latach 2020-2022 dowódca 1 Warszawskiej Brygady Pancernej; w latach 2022-2024 szef Zarządu Wojsk Pancernych i Zmechanizowanych – zastępca inspektora Wojsk Lądowych DG RSZ. Od 9 sierpnia 2024 Dowódca Wielonarodowej Dywizji Północny Wschód.

## Życiorys
Jarosław Górowski urodził się w 1973 Bielsku-Białej.

### Wykształcenie
Absolwent Wyższej Szkoły Oficerskiej Wojsk Zmechanizowanych we Wrocławiu (1997); Akademii Obrony Narodowej w Warszawie (2005); Podyplomowe Studia Operacyjno-Taktyczne (2007); Army Operation Course w Canadian Land Forces Commanding and Staff College, Kingston (2010); Advanced Commanding and Staff Course w Joint Services Commanding and Staff College w Akademii Obrony Wielkiej Brytanii w Shrivenham (2010); National Security Program w Canadian Forces College w Toronto (2019). 

### Służba wojskowa
We wrześniu 1993 podjął studia wojskowe jako podchorąży Wyższej Szkoły Oficerskiej Wojsk Zmechanizowanych, które ukończył w 1997 uzyskując dyplom inżyniera – dowódcy. W sierpniu tego roku był promowany na pierwszy stopień oficerski – podporucznika. We wrześniu 1997 został skierowany do Braniewa, gdzie w latach 1997–2002 pełnił służbę na stanowiskach dowódcy plutonu oraz dowódcy kompanii zmechanizowanej w 9 Brygadzie Kawalerii Pancernej. W 2002 został skierowany na studia w Akademii Obrony Narodowej i po ich ukończeniu został skierowany do Międzyrzecza, gdzie w latach 2005–2010 pełnił służbę na stanowiskach oficera operacyjnego, oficera łącznikowego - tłumacza oraz zastępcy szefa sztabu w 17 Brygadzie Zmechanizowanej. Od 31 października 2007 do 15 maja 2008 pełnił służbę na stanowisku szefa sztabu Polskiej Grupy Bojowej w ramach II zmiany Polskiego Kontyngentu w Afganistanie. W 2010 został skierowany służbowo do Świętoszowa, gdzie objął stanowisko dowódcy 24 batalion ułanów (czołgów) w 10 Brygadzie Kawalerii Pancernej. Od 28 października 2010 do 20 kwietnia 2011 dowodził zgrupowaniem bojowym „Alfa” w ramach VIII zmiany Polskiego Kontyngentu Wojskowego w Afganistanie. W 2015 objął w Żaganiu funkcję szefa szkolenia 34 Brygady Kawalerii Pancernej, a następnie pełnił służbę na stanowisku szefa Oddziału Operacyjnego-Zastępcy Szefa Zarządu Operacyjnego J3 w Dowództwie Generalnym Rodzajów Sił Zbrojnych. W lipcu 2019 otrzymał przydział służbowy do Siedlec, gdzie pełnił służbę na stanowisko szefa sztabu 18 Dywizji Zmechanizowanej. 12 marca 2020 w Warszawie sekretarz stanu w MON Wojciech Skurkiewicz w imieniu ministra obrony narodowej wręczył mu nominację na nowe stanowisko służbowe dowódcy 1 Warszawskiej Brygady Pancernej. 15 sierpnia 2020 prezydent RP Andrzej Duda mianował go na stopień generała brygady. 21 stycznia 2022 w Warszawie minister obrony narodowej Mariusz Błaszczak w obecności dowódcy generalnego RSZ Jarosława Miki wręczył mu nominacje na nowe stanowisko służbowe szefa Zarządu Wojsk Pancernych i Zmechanizowanych – zastępcy inspektora Wojsk Lądowych Dowództwa Generalnego Rodzajów Sił Zbrojnych, z dniem objęcia stanowiska 1 lutego 2022. W dniu 9 sierpnia 2024 objął obowiązki dowódcy Wielonarodowej Dywizji Północny-Wschód. 10 listopada 2024 prezydent RP Andrzej Duda mianował go na stopień generała dywizji.

## Awanse
- podporucznik – 1997[1]

(...)
- generał brygady – 15 sierpnia 2020[11]
- generał dywizji – 10 listopada 2024[12]

## Ordery, odznaczenia i wyróżnienia
- Krzyż Komandorski Orderu Krzyża Wojskowego – 2013[13]
- Bronze Star – 2008[2]
- Gwiazda Afganistanu – 2011[14]
- Odznaka pamiątkowa 1 Warszawskiej Brygady Pancernej – 2020, ex officio
- Buzdygan Honorowy – 2020[5]
- Odznaka Skoczka Spadochronowego Wojsk Powietrznodesantowych – uprawnienia zdobyte w 1995

i inne